# Desamparados Borussia Futsal
Desamparados Borussia Fútsal – kostarykański klub futsalowy z siedzibą w mieście San José, obecnie występuje w najwyższej klasie rozgrywkowej Kostaryki.

## Sukcesy
- finalista Klubowych Mistrzostw CONCACAF w futsalu: 2014
- Mistrzostwo Kostaryki (5): 2009, 2013, 2014, 2015, 2017[1].